# Kwadwo Afoakwa Sarpong
Kwadwo Afoakwa Sarpong fue un diplomático ghanés.
- De 1962 a 1969 fue maestro en la Escuela Secundaria St. Joseph Middle School y un banquero con el Banco Barclays en Kumasi y en Konongo.
- De 1969 a 1970 estudió Mercadotecnia en Modern Training in Management & Salesmanship, Ltd., Surpass House, Harrison Street Londres.
- En 1971 regresó a Ghana  para establecer su propia empresa privada en el negocio de importación y exportación.
- De 1971 a 2002 era el ejecutivo de Bontum Investment Ltd.  en Kumasi, una empresa privada que se ocupa de mercancías generales y elementos industriales.[1]
- De 25 de octubre de 2002 al 29 de enero de 2006 fue Embajador en Bamako durante la presidencia de John Kufuor.[2]
- Desde 2006 era embajador Seúl, cuando en noviembre de 2008 cayó en coma.[3]